# Liste des centrales électriques au Sénégal
 (janvier 2025).
Si vous disposez d'ouvrages ou d'articles de référence ou si vous connaissez des sites web de qualité traitant du thème abordé ici, merci de compléter l'article en donnant les références utiles à sa vérifiabilité et en les liant à la section « Notes et références ».

## Contexte
En 2022,le taux d'accès à l'électricité est de 81,5 % selon l'Agence internationale de l'énergie. Il  est l'un des plus élevés du continent.  Presque 100 % des villes sénégalaises sont électrifiées alors que ce taux n'est que de 66 % dans les villages.   
En 2025, la puissance nominale installée est de 2 418 MW grâce à la mise en service des extensions de la centrale thermique de Cap des Biches (366 MW)[réf. nécessaire] et des centrales solaires de SEN'Eau (20 MWc) à Mékhé, de Sendou (15 MWc), de Niakhar (30 MWc), du BRT 20 MW ainsi que des premiers 21 MW du programme d'électrification rurale de 300 villages par des minicentrales solaires de l'Allemand KfW. Cette puissance nominale est produite par des centrales solaires (361 MWc), thermiques (1 787 MW), éoliennes (159 MW) et hydroélectriques (121 MW)[réf. nécessaire]. En 2025 est lancé le chantier de la centrale solaire de Kolda NEA (60 MWc)
En 2025, la puissance brute installée est de 2 881 MW, y compris les installations de l'industrie minière, pétrolière et manufacturière  qui vendent de l'électricité à la société nationale (Senelec). Elle est détaillée sur le tableau ci-dessous. Soit 457 MW de solaire, 121 MW d'hydroélectricité, 159 MW d'éoliennes et 2 124 MW de thermique.  
Grâce au bon rendement de son réseau de 82 % et ses 18 072 km de lignes électriques, le Sénégal  peut se permettre de vendre environ 280 MW de puissance ou 1 250 GWh de production annuelle aux pays voisins tels que la Guinée Conakry, la Gambie, la Mauritanie et le Mali grâce aux réseaux interconnectés de l'OMVS, de l'OMVG et au WAPP de la CEDEAO.  
En 2027, les puissances nominales et brutes pourraient atteindre respectivement de 3 237 MW et 3 640 MW avec l'entrée en service des centrales thermiques de Sandiara (366 MW), de Saint-Louis (255 MW), du barrage de Sambagalou (128 MW) et de 60 MWc de la centrale solaire de Kolda.  
La centrale de Cap des Biches crée le 31 décembre 2021 dans le département de Rufisque est la plus grande du pays avec une puissance installée de 652,2 MW. Elle regroupe les unités C3 (62 MW), C4 (95 MW), TAG2 (20 MW) et TAG 3 (20 MW), de Contour Global (89,2 MW) et d'une extension actuelle de WAE de 366 MW. 
Depuis la libéralisation du secteur, la production est majoritairement assurée par des investisseurs privés (70 %) qui revendent leur production à la compagnie publique (Senelec) qui assure le transport et la distribution. Le parc de la Senelec représente 30 % de la puissance installée. 
Plusieurs barrages hydroélectriques et lignes d'interconnexion sont en cours de construction sur le fleuve Sénégal et le fleuve Gambie dans le cadre des projets régionaux OMVS et OMVG. La production est répartie entre les 4 pays traversés par ces deux cours d'eau : le Sénégal, la Guinée, le Mali et la Mauritanie. 
Le Sénégal, traversé par ces deux fleuves, devrait recevoir 216 MW d'énergie électrique supplémentaire dont 70 MW sur les 294 MW du Barrage de Koukoutamba, 18 MW du barrage de Gourbassi et 100 MW de Kaléta.

## Centrales électriques
| Centrale                                                    | Communauté  | Coordonnées | Type de carburant   | Capacité | Terminé    | Propriétaire                 | Remarques |
| ----------------------------------------------------------- | ----------- | ----------- | ------------------- | -------- | ---------- | ---------------------------- | --------- |
| Cap des Biches C3 +C4+TAG2+TAG3+Contour Global +West Africa | Dakar       |             | Fioul+GNL           | 652.2 MW | 1966-2024  | Senelec+Privés               |           |
| Bel Air C1+C6 +TAG4+Extension                               | Dakar       |             | Fioul+GNL           | 133.7 MW | 1999-2006  | Senelec                      |           |
| Kahône (C5+C7) +Extension                                   | Kaolack     |             | Fioul               | 115.8 MW | 1982-2012  | Senelec                      |           |
| Manantali,Gouina et Felou                                   | Tambacounda |             | Hydroélectrique     | 121 MW   | 2002/ 2023 | OMVS                         |           |
| IPP GTI – CS                                                | Dakar       |             | Fioul               | 52 MW    | 2004       | Senelec                      |           |
| IPP Kounoune 1                                              | Dakar       |             | Fioul               | 67.5 MW  | 2006       | Senelec                      |           |
| Sococim                                                     | Dakar       |             | GNL/solaire/Charbon | 57 MW    | 2006       | Sococim                      |           |
| Tobéne                                                      | Thies       |             | Fioul               | 117.8 MW | 2018       | Senelec                      |           |
| ICS                                                         | Thies       |             | Charbon             | 20 MW    | 2021       | ANDORAMA                     |           |
| Ziguinchor                                                  | Ziguinchor  |             | Fioul               | 30 MW    | 1980       | Senelec                      |           |
| Tamba et Boutoute                                           | Tambacounda |             | Fioule              | 30 MW    | 1980-2024  | Senelec                      |           |
| Centrale thermique de Sendou                                | Sendou      |             | Charbon             | 125 MW   | 2021       | Barack Found                 |           |
| Centrale de Malicounda                                      | Thies       |             | Gaz Naturel         | 135 MW   | 2022       | Melec Power                  |           |
| Centrale sollaire de Sendou                                 | Bargny      |             | Solaire             | 15 MW    | 2023       | Port de Sendou               |           |
| Centrale solaire de Niakhar                                 | Tambacounda |             | Solaire             | 30 MW    | 2023       | Tambacoudda                  |           |
| Centrale flottante                                          | Dakar       |             | Gaz Naturel         | 361 MW   | 2022       | KARPOWERSHIP                 |           |
| Taiba Ndiaye                                                | Thies       |             | Eolien              | 158.7 MW | 2021       | Lekela Power                 |           |
| Niakhar                                                     | Fatick      |             | Solaire             | 30 MW    | 2023       | Terranga Niakhar             |           |
| Maliconda                                                   | Thies       |             | Solaire             | 22 MW    | 2016       | Solaria Kima                 |           |
| Diass +CICAD +Stade MAW                                     | Thiés       |             | Solaire             | 28 Mw    | 2022       | Senelec                      |           |
| Bokhole                                                     | Saint-Louis |             | Solaire             | 20 MW    | 2016       | Synergy SARL                 |           |
| Kahone et extension                                         | Kaolack     |             | Solaire             | 60 MW    | 2018-2020  | Meridien et Energy ressource |           |
| Sendou                                                      | Bargny      |             | Solaire             | 15 MW    | 2023       | AXIAN                        |           |
| Pointe Sarene                                               | Thies       |             | Solaire             | 2 MW     | 2018       | Riu Baobab                   |           |
| Kael                                                        | Diourbel    |             | Solaire             | 25 MW    | 2021       | Scaling Solar                |           |
| Santiou Mekhé                                               | Thiés       |             | Solaire             | 30 MW    | 2017       | Synergy                      |           |
| Mérina Dakhar,                                              | Thiés       |             | Solaire             | 30 MW    | 2018       | Ten Merina                   |           |
| Sakal                                                       | Louga       |             | Solaire             | 20 MW    | 2019       | Senelec                      |           |
| Kiréne                                                      | Thiés       |             | Charbon             | 15 MW    | 2016       | Dangoté                      |           |
| Fabrimétal                                                  | Diamniadio  |             | Fuel                | 15 MW    | 2018       | Privé et Senelec             |           |
| Réseaux non connectés                                       | Autres      |             | Fioul               | 30 MW    | Divers     | Senelec                      |           |
| Sabodala                                                    | Tambacounda |             | Fioul               | 43 MW    | 2008       | MDL                          |           |
| Sabodala                                                    | Tambacounda |             | Solaire             | 37 MW    | 2023       | Endeavour                    |           |
| CSD Power                                                   | Kiréne      |             | Fioul               | 54 MW    | 2006       | CDS                          |           |
| GCO                                                         | Diogo       |             | Fioul               | 36 MW    | 2004       | Eramet Gd Côte               |           |
| GCO                                                         | Diago       |             | Solaire             | 20 MW    | 2024       | Eramet Gd Côte               |           |
| Niakhar                                                     | Fatick      |             | Solaire             | 30 MW    | 2024       | ERS                          |           |
| Sendou                                                      | Dakar       |             | Solaire             | 15 MW    | 2024       | Port Sendou                  |           |
| BRT                                                         | Dakar       |             | Solaire             | 20 MW    | 2024       | SUNU BRT                     |           |
| AXIAN Energy                                                | Kolda       |             | Solaire             | 60 MW    | 2025       | AXIAN Energy                 |           |
| SEN Eau                                                     | Louga       |             | Solaire             | 20 MW    | 2024       | Seneau                       |           |
| Senico+ibs+iressef+isonap                                   | Diamniadio  |             | Solaire             | 8 MW     | 2021-2024  | Diamniadio                   |           |